# هوت (تگزاس)
هوت (به انگلیسی: Hoot) یک منطقهٔ مسکونی در ایالات متحده آمریکا است که در شهرستان بویی، تگزاس واقع شده‌است. هوت ۸۹٫۰ متر بالاتر از سطح دریا واقع شده‌است.